# Swami Abhedananda
Swami Abhedananda (2 de outubro de 1866 – 8 de setembro de 1939) foi um dos discípulos de Sri Ramakrishna, que Swami Vivekananda enviou para o oeste para liderar a Sociedade Vedanta em Nova Iorque em 1897 para espalhar a mensagem de Vedanta, um tema que ele usou para escrever vários livros e fundou então a Ramakrishna Vedanta Math, em Calcutá e em Darjeeling.

## Infância e educação
Nasceu em 2 de outubro de 1866, ao norte de Calcutá, com o nome de Kaliprasad Chandra. Filho de Rasiklal Chandra e Nayantara Devi. Em 1884, aos 18 anos, época em que estudava na Universidade de Calcutá, foi para Dakshineswar e conheceu Ramakrishna. Posteriormente, em abril de 1885, saiu de casa para viver com ele, durante sua doença final, primeiro em Shyampukur e depois na casa de Cossipur Garden, perto de Calcutá.[carece de fontes?]